# Josef Koždoň

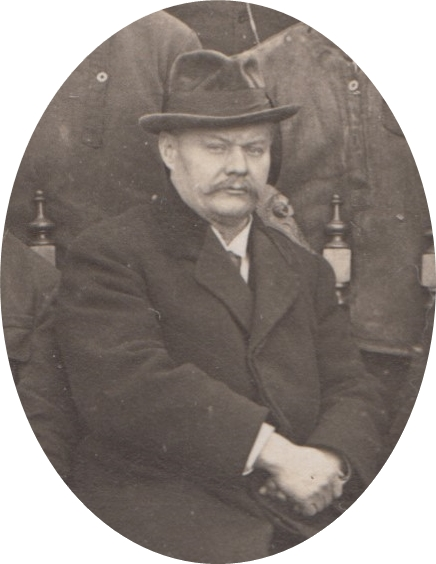
Josef Koždoň

Josef Koždoň (bis 1920 am meisten polnisch Józef Kożdoń; * 8. September 1873 in Leszna Górna; † 7. Dezember 1949 in Opava) war ein ostschlesischer Politiker und langjähriger Bürgermeister von Tschechisch Teschen (Český Těšín).

## Leben und Wirken
Der Oberlehrer der zweisprachigen Volksschule in Skoczów (Skotschau) wurde 1909 unerwartet in den Troppauer Landtag gewählt, als Vertreter der neuen Schlesischen Volkspartei (Śląska Partia Ludowa), gegen den bevorzugten Kandidaten des Bundes der schlesischen Katholiken (Józef Londzin). Die Schlesische Volkspartei war eine Fortsetzung der in der Zeit der Revolution von 1848/1849 im Kaisertum Österreich entstandenen Fraktion der polnischsprachigen, aber deutschfreundlichen Bevölkerung in Teschener Schlesien (damals Ostschlesien), das bis 1918 zu Österreichisch-Schlesien gehörte. Diese Bewegung, am populärsten um Skoczów im Bezirk Bielitz, betonte oft die Zugehörigkeit der „Schlonsaken“ (früher auch Wasserpolen bzw. Wasserpolaken) zum „deutschen Kulturkreis“, gleichzeitig sich von der von Paweł Stalmach begründeten polnischen Nationalbewegung distanzierend. Die Schlonsaken wandten sich auch gegen die Vereinnahmung durch die tschechische Nationalbewegung und insbesondere unter dem Slogan „Schlesien den Schlesiern!“ (Śląsk dla Ślązaków) gegen die aus Galizien zuwandernden Polen, unter denen polnische Sozialisten besonders aktiv waren. Im Vergleich zu früheren polnischsprachigen Politikern der schlonsakischen Bewegung (wie Franz Obratschai, Abgeordneter in Wien in den Jahren 1879–1885) war Kożdoń viel charismatischer und geschickter im Wahlkampf – z. B. effektiver bat er um Stimmen der römisch-katholischen Bevölkerung. Die neue Qualität der Bewegung wurde durch die neue Zeitung „Ślązak” (polnisch für Schlesier) verstärkt. Die Anhänger der Partei wurden bald nach der Zeitung Ślązakowcy (und nicht Ślązacy – Schlesier, im Gegenteil zu der Bewegung wohlwollender deutschsprachigen Zeitung Silesia: Schlonsaken) oder nach Kożdoń – Kożdoniowcy – von Schlesiern polnischer Überzeugung benannt.

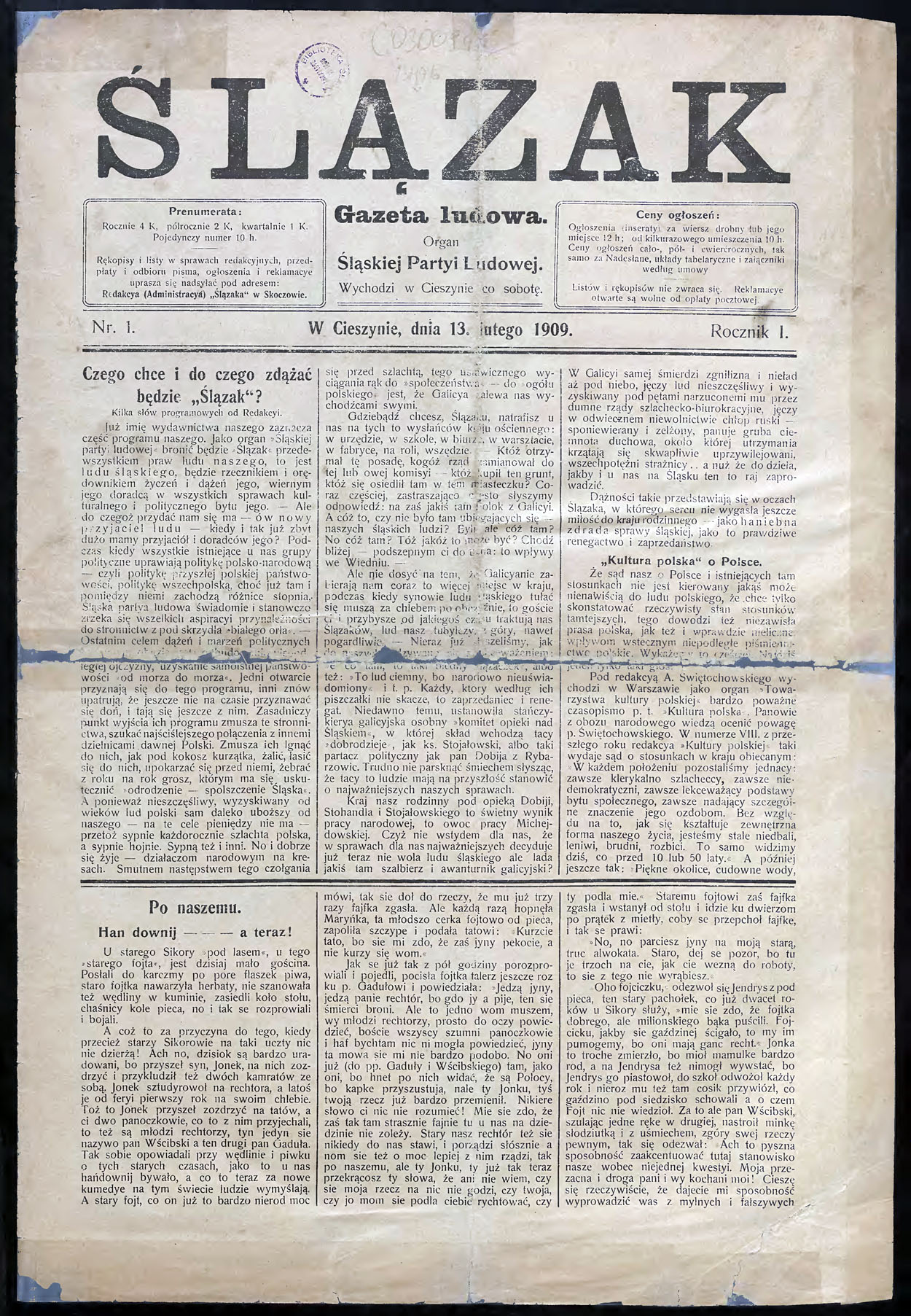
Die erste Nummer der Zeitung Ślązak

In der Reichsratswahl 1911 erhielt Józef Kożdoń jedoch nur 14 % der Stimmen polnischsprachiger Bevölkerung und verlor gegen Józef Londzin im Wahlbezirk Schlesien 14, sowie gegen Jan Michejda im Wahlbezirk Schlesien 13. Der polnische Historiker Grzegorz Wnętrzak schätzte den Anteil der Anhänger dieser Bewegung auf zumindest 20 % der polnischsprachigen Bevölkerung, oder 10 bis 12 % in Ostschlesien.

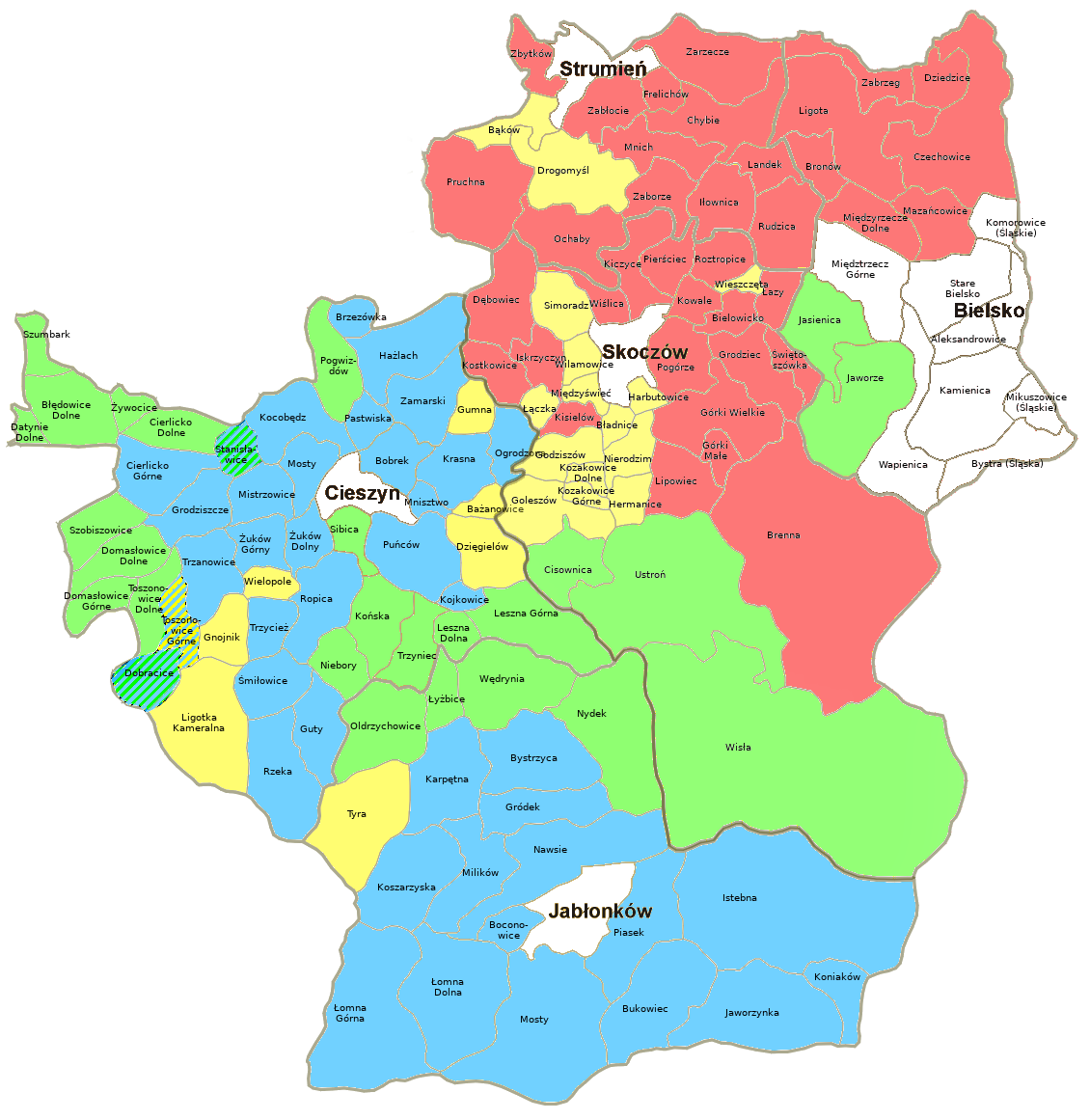
Gemeinden, wo Józef Kożdoń gewann in der Reichsratwahl 1911

Nach dem Ende der Donaumonarchie wurde die Region, nun meist im deutschsprachigen Raum als Olsagebiet bezeichnet, durch beide neue Nationalstaaten, die Tschechoslowakei und die Zweite Polnische Republik, beansprucht. Die Anhänger von Kożdoń gerieten zwischen die Fronten, an denen bald auch militärisch gekämpft wurde. Die politische Bewegung der „Schlonsaken“ unter Josef Kożdoń richtete sich dezidiert gegen Polen. Josef Kożdoń wurde am 30. November 1918 verhaftet und im Krakauer Militärgefängnis vier Wochen lang interniert, wie später auch seine Frau und andere Aktivisten. Nach seiner Entlassung versuchte er von Mährisch Ostrau aus, die „Schlesische Volkspartei“ und die nach ihrer Abschätzung rund 100.000 Schlonsaken (darunter 3/4 der Protestanten) unter anderem in der Zeit des Polnisch-Tschechoslowakischen Grenzkriegs aus Mährisch Ostrau zu führen und bei den Pariser Verhandlungen für die Autonomie des Teschener Landes am besten in Österreich, Deutschland oder in der westeuropäischen Tschechoslowakei, am wenigsten im unterentwickelten Polen bzw. die Angliederung an einen vorgeschlagenen Freistaat Oberschlesien zu werben. Kożdoń selbst stellte sich diesen als einen Staat nach dem Muster der Schweiz vor – neutral, entwickelt und sprachlich gemischt. Am 9. Februar 1919 veröffentlichte die Schlesische Volkspartei einen offenen Brief, worin die Unteilbarkeit des Teschener Schlesiens als einer selbstständigen Republik unter dem Schutz des Völkerbunds die erste und wichtigste Forderung war. Dieses wurde jedoch entlang der Olsa im nächsten Jahr aufgeteilt, ebenso wie die Stadt, was die größte Enttäuschung für sie war, weil sie absolut keine Teilung der Heimat wollten.
Von 1923 bis 1938 war Koždoň Bürgermeister von Tschechisch Teschen. Der regionale Einfluss der Schlesier wurde 1928 verringert, als ihr Gebiet an Mähren angeschlossen wurde, wogegen mit dem Wahlspruch „Schlesien den Schlesiern!“ protestiert wurde. Durch Teilung und Assimilierungspolitik besonders auf polnischer Seite identifizierten sich in Volkszählungen 1930 nur noch ca. 25.000 Personen als schlesisch.
Das Münchner Abkommen nutzte Polen, um Anfang Oktober 1938 den tschechischen Teil des Olsagebietes zu annektieren. Wie schon 1918 unterdrückten die Polen schlonsakische Organisationen. Josef Koždoň zog sich nach Troppau zurück, das nun im Sudetenland lag, das ans Deutsche Reich angeschlossen wurde, wie ein Jahr später das ganze Olsagebiet als Landkreis Teschen. Hoffnungen auf Autonomie bleiben unerfüllt, denn Reichsdeutsche besetzten die Regierungsstellen, obwohl Koždoň in seinen offiziellen Äußerungen das als die Vollendung eines natürlichen Prozesses der Einigung der Schlonsaken mit dem deutschen Kulturkreis bezeichnete. In der Politik der Germanisierung nutzten die Besatzer die alte schlonsakische Bewegung aus, unter anderem in der Deutschen Volksliste, wo die schlesischen Angaben in der dritten Kategorie (DVL III, insgesamt um 223.000 in den Landkreisen Teschen und Bielitz), de facto als eine deutsche Nationalität eingerechnet wurden. 
Josef Koždoň resignierte und blieb auch nach Kriegsende, als die Teilung wiederhergestellt wurde, in Troppau, wo er 1949 verstarb und begraben wurde. Auf dem Friedhof in Tschechisch Teschen wurde ein symbolisches Ehrengrab errichtet. Koždoň wurde auch zu einer Ikone der in den 1990er Jahren wiedergeborenen separatistischen und autonomistischen Bewegungen, am populärsten in polnischen Oberschlesien. Sein Grabmal wurde von Aktivisten der Bewegung für die Autonomie Schlesiens aus Katowice jedes Jahr besucht.

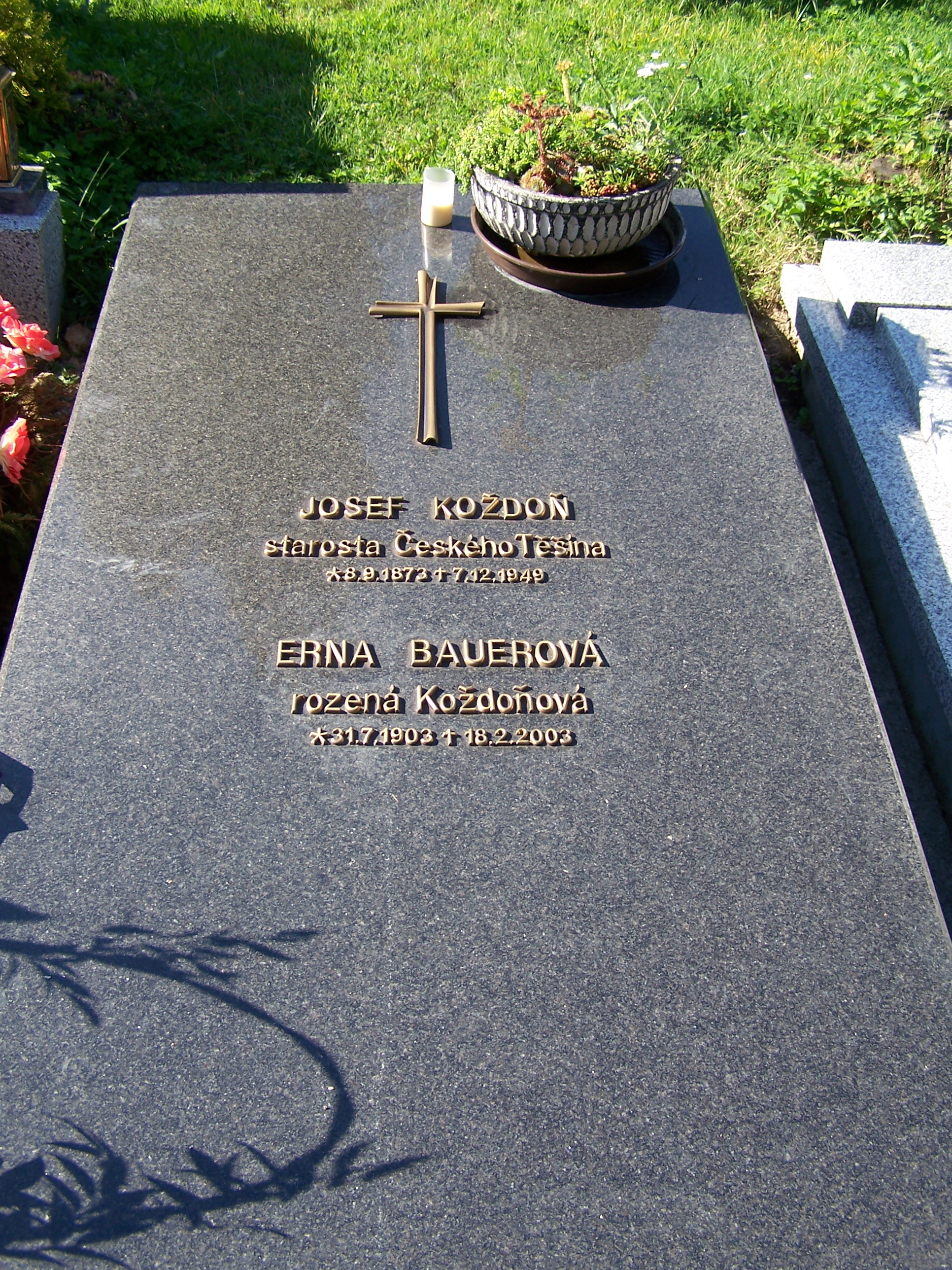
Gedenkstein in Česky Těšín